# ГЕС Анадпур-Сахіб I
ГЕС Анадпур-Сахіб I – гідроелектростанція на північному заході Індії у штаті Пенджаб. Знаходячись між ГЕС Бхакра та ГЕС Анадпур-Сахіб II, входить до складу каскаду на річці Сатледж, найбільшому лівому допливі Інду.
Ще на початку 1950-х років Сатледж після виходу на рівнину, за дванадцять кілометрів нижче від греблі Бхакра, перекрили бетонною гравітаційною греблею Нангал висотою 29 метрів та довжиною 305 метрів, яка утворила водосховище з об’ємом 19,7 млн м3 (корисний об’єм 14,8 млн м3). Вона спрямувала воду до прокладеного по  лівобережжю протяжного іригаційного каналу, на перших трьох десятках кілометрів якого розташували ГЕС Гангувал та ГЕС Котла. За два десятиліття по тому до Сатледжу почав надходити додатковий ресурс, перекинутий із його великої правої притоки Біасу через гідроелектростанцію Дехар. Це надало можливість продублювати гідроенергетичну частину каналу Нангал, для чого паралельно йому (за сотню метрів ліворуч) проклали канал Анадпур-Сахіб довжиною 34 км. 
За дев’ятнадцять кілометрів від початку канал перекриває машинний зал, розташований за 0,4 км від аналогічної споруди ГЕс Гангувал. Ліворуч від нього створена обвідна ділянка каналу довжиною біля 0,4 км, облаштований у якій шлюз дозволяє за необхідності скидати воду в обхід станції Анадпур-Сахіб І.
Основне обладнання становлять дві турбіни типу Каплан потужністю по 33,5 МВт, які працюють при напорі від 26 до 30,5 метра (номінальний напір 28 метрів) та забезпечують виробництво 376 млн кВт-год електроенергії на рік.
Відпрацьована вода прямує далі по каналу до станції Анадпур-Сахіб II.
Видача продукції відбувається по ЛЕП, що працює під напругою 132 кВ.